# Torneo de Makarska 2022
El Makarska International Championships 2022 fue un torneo de tenis profesional jugado en canchas de tierra batida. Se trató de la 16.ª edición del torneo que formó parte de los Torneos WTA 125s en 2022. Las ediciones anteriores del torneo se llevaron a cabo en Bol como el Bol Ladies Open de Croacia, pero en 2022, el evento se trasladó a Makarska. Se llevó a cabo en Makarska, Croacia, entre el 31 de mayo al 5 de junio de 2022.

## Cabezas de serie

### Individuales
| Tenista            | Ranking | Preclasificada |
| Varvara Gracheva   | 71      | 1              |
| Lucia Bronzetti    | 73      | 2              |
| Anastasia Potapova | 80      | 3              |
| Magdalena Fręch    | 89      | 4              |
| Anna Schmiedlová   | 92      | 5              |
| Clara Burel        | 94      | 6              |
| Jule Niemeier      | 102     | 7              |
| Ekaterine Gorgodze | 108     | 8              |

- Ranking del 23 de mayo de 2022

### Dobles
| Tenista                          | Ranking | Preclasificada |
| Anastasia Potapova Yana Sizikova | 184     | 1              |
| Julia Lohoff Renata Voráčová     | 192     | 2              |

## Campeonas

### Individuales femeninos
Jule Niemeier venció a  Elisabetta Cocciaretto por 7–5, 6–1

### Dobles femenino
Dalila Jakupović /  Tena Lukas vencieron a  Olga Danilović /  Aleksandra Krunić por 5–7, 6–2, [10–5]